# Attempto Controlled English
Attempto Controlled English (ACE) (Inglés Controlado Attempto) es un lenguaje natural controlado, es decir, un subconjunto del inglés común con una sintaxis restringida y una semántica restringida descrita por un pequeño conjunto de reglas de interpretación.
Aquí hay algunos ejemplos simples. Los ejemplos están en español para simplificar la explicación. Los ejemplos originales están en inglés, y se muestran como referencias:
1. * Mujeres son humanas.[2]
2. Cada mujer es un humano.[3]
3. Un hombre es un humano.[4]
4. Un hombre se prueba una nueva corbata. Si la corbata le gusta a su mujer entonces el hombre la compra.[5]

Las reglas de construcción de ACE requieren que cada sustantivo sea introducido por un determinante (un, cada, ningún, algún, al menos 5, ...). Esto excluye (1), indicado con * precediendo la oración. Las reglas de interpretación de ACE deciden que (2) sea interpretada como cuantificada universalmente, mientras que (3) es interpretada como cuantificada existencialmente. Otras reglas de interpretación resuelven las referencias anafóricas en (4): la corbata y la de la segunda oración refieren a una nueva corbata de la primera oración, mientras que su y el hombre de la segunda oración refieren a un hombre de la primera oración. Así un texto ACE es una entidad coherente de oraciones ligadas anafóricamente.
ACE puede servir como representación del conocimiento,  especificación, y lenguaje de consulta, y está pensado para profesionales que quieren usar notaciones formales y métodos formales, pero pueden no estar familiarizados con ellos. Si bien ACE parece perfectamente natural — puede ser leído y comprendido por cualquiera — es de hecho un lenguaje formal.
El Attempto Parsing Engine (APE) (Motor de Análisis Attempto) traduce textos ACE sin ambigüedad a estructuras de representación del discurso (DRS) que usan una variante del lenguaje de lógica de primer orden. Los DRSs pueden ser traducidas después a otros lenguajes formales, por ejemplo AceRules con varias semánticas, RuleML Archivado el 11 de octubre de 2018 en Wayback Machine.,  OWL, y SWRL. Traducir DRSs al lenguaje común de lógica de primer orden permite a los usuarios razonar sobre textos ACE, por ejemplo para verificarlos, para validarlos, y para consultarlos.
ACE y sus herramientas relacionadas han sido usados en las áreas de especificación de software, demostración de teoremas, resumen de textos, ontologías, reglas, consulta, documentación médica, y planificación. En 2004, ACE fue adoptado como la lengua natural controlada de la Red Europea de Excelencia REWERSE Archivado el 6 de diciembre de 2018 en Wayback Machine. (Razonamiento en la Web con Reglas y Semánticas - Reasoning on the Web with Rules and Semantics).